# Powiat lubski
Powiat lubski – powiat istniejący w latach 1954–1975 na terenie obecnego powiatu żarskiego i częściowo powiatu zielonogórskiego (województwo lubuskie). Jego ośrodkiem administracyjnym było Lubsko.
Powiat lubski powołano dnia 1 października 1954 roku w województwie zielonogórskim, jako jeden z pierwszych powiatów utworzonych tuż po wprowadzeniu gromad w miejsce dotychczasowych gmin (29 września 1954) jako podstawowych jednostek administracyjnych PRL. Na powiat lubski złożyły się 2 miasta i 11 gromad, które wyłączono z trzech ościennych powiatów w tymże województwie (w praktyce gromady te należały do tych powiatów przez zaledwie dwa dni):
- z powiatu krośnieńskiego:
  - miasto Lubsko
  - gromada Górzyn
- z powiatu żarskiego:
  - miasto Jasień
  - gromady Brody, Drzeniów, Golin, Jasień, Krzystkowice, Stara Woda, Tuplice i Zabłocie
- z powiatu gubińskiego:
  - gromady Biecz i Mierków

Po zniesieniu gromad i reaktywacji gmin z dniem 1 stycznia 1973 roku powiat lubski podzielono na 2 miasta i 7 gmin:
- miasta: Jasień i Lubsko
- gminy: Brody, Grabice[3], Jasień, Krzystkowice[4], Lubsko, Stargard Gubiński[5] i Tuplice

Po reformie administracyjnej obowiązującej od 1 czerwca 1975 roku terytorium zniesionego powiatu lubskiego zostało włączone do nowego (mniejszego) województwa zielonogórskiego. 15 stycznia 1976 roku zniesiono gminy Grabice, Krzystkowice i Stargard Gubiński. 1 stycznia 1992 roku jednoimienne miasta i gminy Jasień i Lubsko połączono we wspólne gminy miejsko-wiejskie.
Reforma administracyjna z 1999 roku powiatu lubskiego nie przywróciła, a były obszar powiatu przypadł głównie powiatowi żarskimu w nowo utworzonym województwie lubuskim, poza Krzystkowicami (od 1988 część miasta Nowogród Bobrzański), które znalazły się w powiecie zielonogórskim i Stargardem Gubińskim, położonym obecnie w powiecie krośnieńskim.